# Hahneberg (Berlin-Staaken)
Als Hahneberg werden zwei Erhebungen im südöstlichen Teil des Berliner Ortsteils Staaken im Bezirk Spandau bezeichnet: alter Hahneberg (⊙), der vor der Errichtung des dortigen Forts Hahneberg 67 m hoch war, und neuer Hahneberg (⊙), der künstlich geschaffen wurde, 87,6 m ü. NHN hoch ist und auf dem sich eine Grünanlage befindet.
Auf der eigens dafür oberflächlich abgetragenen alten Erhebung liegen Reste des Forts Hahneberg und auf der neuen steht die kleine Bruno-H.-Bürgel-Sternwarte. Zwischen beiden Erhebungen lag bis in die Zeit nach dem Zweiten Weltkrieg der Hahnebergteich, der später verfüllt wurde.

## Alter Hahneberg
Der alte Hahneberg erlangte vor allem durch das 1888 fertiggestellte Fort Hahneberg Bedeutung. Durch einen beschlossenen Gebietsaustausch der Alliierten gelangte der bis dahin zum Bezirk Spandau gehörende Hahneberg 1946 in die Verwaltung der Sowjetischen Besatzungszone, diese Aufgabe wurde dann ab dem 1. Juni 1952 auf den Kreis Nauen, Bezirk Potsdam, übertragen. Nach dem Mauerbau 1961 befand sich der Berg im Grenzgebiet und war bis zum Fall der Mauer 1989 nur den Grenztruppen der DDR zugänglich. Er blieb aber vor allem den Transitreisenden in Erinnerung, da er sich direkt an der Heerstraße und somit auch an der damaligen Grenzübergangsstelle Staaken/Heerstraße befindet. Im 21. Jahrhundert ist das Fort wieder für Besucher zugänglich.

## Neuer Hahneberg

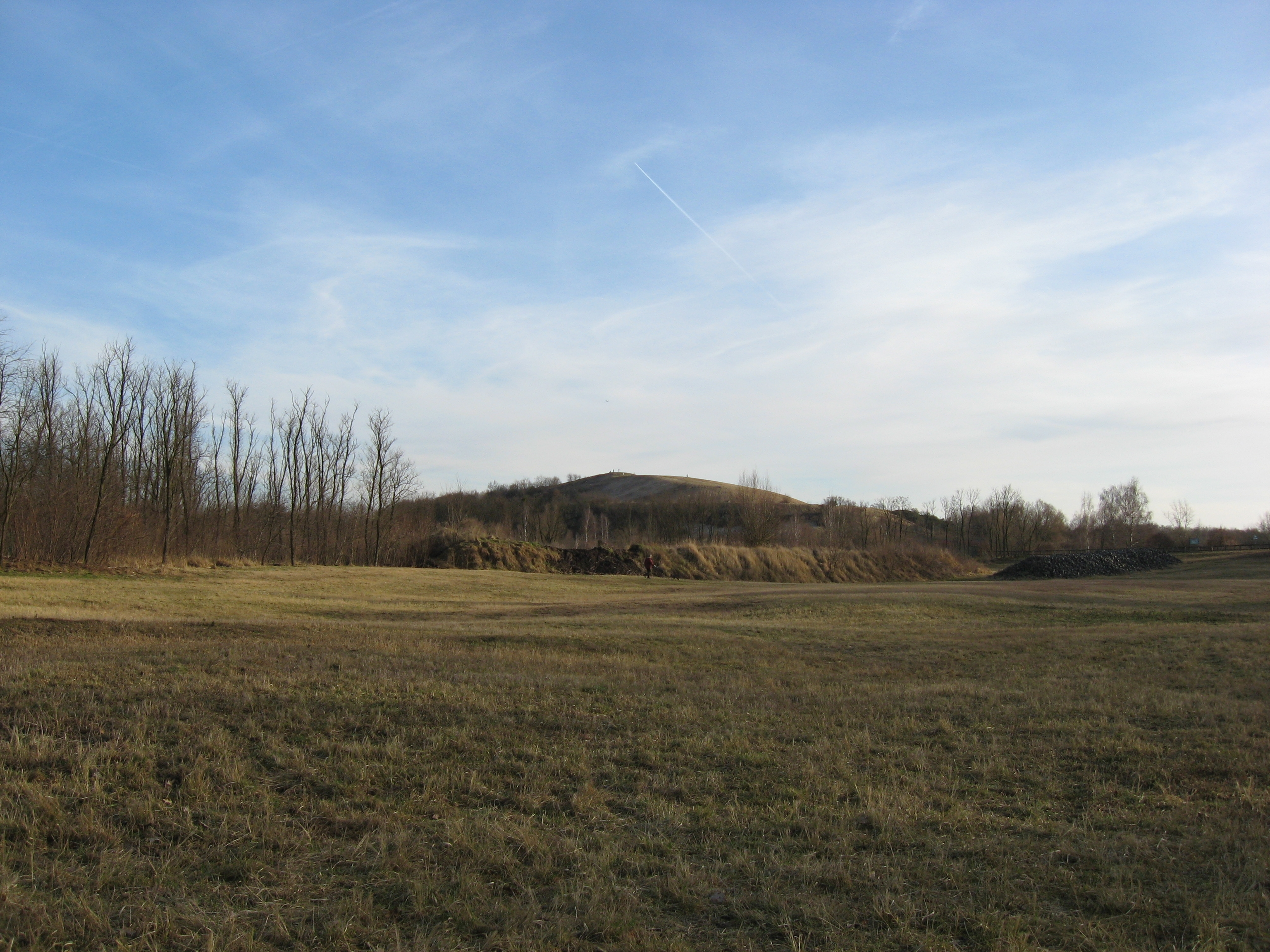
Neuer Hahneberg

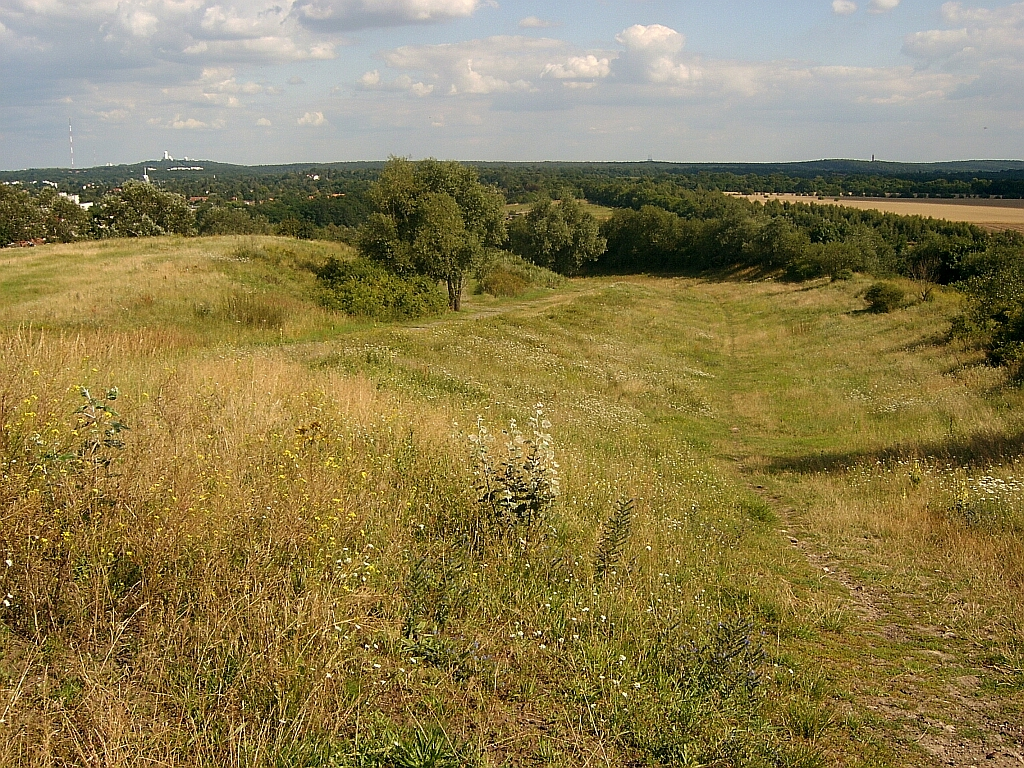
Blick südostwärts die Rodelbahn hinunter; mit dem Teufelsberg
(links hinten)

Etwa 900 Meter südöstlich des alten Hahnebergs liegt eine künstlich geschaffene Erhebung, die vereinzelt Neuer Hahneberg genannt wird.  
Die Erhebung ist kein Trümmerberg wie der Teufelsberg oder der Insulaner, sondern entstand in den 1960er und 1970er Jahren aus einer zugeschütteten Kiesgrube auf der dann weiterer Bauschutt und Aushub abgeladen wurde. Er befindet sich direkt auf dem früheren Seeburger Weg, der die Verbindung von Spandau nach Seeburg darstellte. Nach der Schließung der Deponie wurde der künstliche Hügel, der sich etwa 45 Meter über das umgebende Geländeniveau erhebt, seit 1977 zu einem Naherholungsgebiet direkt an der Grenze zur DDR umgestaltet. Dadurch entstand ein 40 Hektar großes Naturreservat mit einem Pfuhl, in dem das Sandglöckchen, die Sandstrohblume und die Russische Kamille anzutreffen sind. In eigens hierfür angelegten Steinhaufen brütet seit einiger Zeit der Steinschmätzer.
Im Winter wird auf dem neuen Hahneberg oftmals gerodelt und im Sommer Crossgolf gespielt. Auf der Erhebung steht seit 1982 die Bruno-H.-Bürgel-Sternwarte

Panorama-Blick vom Gipfel des Hahnebergs vorbei an der kleinen Bruno-H.-Bürgel-Sternwarte auf Staaken